# L'Officiel des Paris en ligne
L'Officiel des Paris en ligne est un site Web français, édité par la société E-Gaming. Le site a été lancé le 8 juin 2010. Il concentre ses activités autour de trois axes : le sport, le turf, le poker. 

## Histoire d'OPL
Le projet remonte à l'automne 2009. Sous la pression de la Commission Européenne, la France doit réformer ses jeux et une loi sur l'ouverture des jeux en ligne à la concurrence est en discussion au Parlement. L'idée originale est simple : ce marché va permettre à des millions de joueurs, comme en Angleterre ou en Italie, de jouer aux courses et au poker ou de parier sur Internet, sur leur sport favori. Comme il n'existe alors aucun média significatif en termes d'audience pour éduquer et accompagner de façon responsable les futurs joueurs, l'équipe OPL décide de créer le premier site média pour apprendre, s'informer, comparer et mieux jouer.

## Positionnement et offre
L'Officiel des Paris en ligne revendique la position de premier carrefour d'audience généraliste 100 % consacré au marché des jeux d'argent et des paris en ligne. Le site s'adresse à tous, joueurs débutants, aguerris ou confirmés. 
C'est un site d'informations sportives, d'actualités et de dossiers sur l'univers des paris en ligne. Parmi les consultants sportifs du site, on trouve Claude Droussent, Bernard Laporte et Pape Diouf.
L'Officiel des Paris en ligne propose de nombreux outils, mis gratuitement à la disposition des internautes (par exemple un comparateur de côtes et un détecteur de surebet) et est impliqué dans la lutte contre les addictions aux jeux en ligne à travers une partie informative détaillée sur « le jeu responsable ».